# 宮內府 (大韓帝國)
宮内府是大韓帝國皇室的家政所掌機關。1894年甲午更张后模仿日本宮内省设置，不过没有日本宮中制度一大原則「宮中府中之別」。

## 組織
1907年（隆熙元年）時点
- 大臣官房
- 侍從院
- 掌礼院
- 承寧府（管理高宗太上皇之宮務）
- 皇后宮
- 東宮
- 奎章閣
- 內藏院
- 典膳司
- 主殿院
- 帝室會計監查院
- 帝室財產整理局
- 御苑事務局
- 修学院
- 侍從武官府
- 東宮武官府
- 宗親府

## 歷代宮內府大臣
1. 李載冕
2. 尹用求
3. 李耕稙
4. 李載冕
5. 李載純
6. 閔泳奎
7. 李載純
8. 尹用求
9. 閔丙奭
10. 閔泳奎
11. 李載純
12. 閔泳韶
13. 閔丙奭
14. 閔泳喆
15. 李載克
16. 李根湘
17. 尹用求
18. 沈相薰
19. 李載克
20. 朴泳孝
21. 李允用
22. 閔丙奭